# Sósuke Takatani
Sósuke Takatani (* 5. dubna 1989) je japonský zápasník-volnostylař.

## Sportovní kariéra
Začínal s karate. Zápasení ve volném stylu se věnoval od 13 let v rodném Kjótango. V japonské mužské reprezentaci se pohyboval od roku 2007 ve váze do 74 kg jako student střední školy Amino a později pokračoval na univerzitě Takušoku na předměstí Tokia v Hačiódži. V roce 2008 se nekvalifikoval na olympijské hry v Pekingu. V roce 2011 promoval na Takušoku a stal se členem profesionálního týmu ALSOK bezpečnostní agentury Sohgo. V roce 2012 se druhým místem na asijské olympijské kvalifikaci v Astaně kvalifikoval na olympijské hry v Londýně. V Londýně prohrál v úvodním kole s Ázerbájdžáncem Ašrafem Alijevem 0:2 na sety.
V roce 2016 se druhým místem na asijské olympijské kvalifikaci v Astaně kvalifikoval na olympijské hry v Riu. Do Ria již odjížděl s ambicemi na jednu z olympijských medaili, ale prohrál ve čtvrtfinále s Kazachem Galymdžanem Öserbajevem těsně 3:4 na technické body a obsadil konečné 7. místo.

## Výsledky
| Olympijské hry    |    | — |     |   |   | úč. |    |    |     | 7. |    |     |     |  |  |  |  |  |  |  |  |  |  |
| Mistrovství světa | —  |   | —   | — | — |     | 7. | 2. | úč. |    | 8. | úč. | úč. |  |  |  |  |  |  |  |  |  |  |
| Asijské hry       |    |   |     | — |   |     |    | —  |     |    |    | —   |     |  |  |  |  |  |  |  |  |  |  |
| Mistrovství Asie  | —  | — | —   | — | — | —   | —  | —  | —   | —  | —  | —   | —   |  |  |  |  |  |  |  |  |  |  |
| MS juniorů        | 5. | — | úč. |   |   |     |    |    |     |    |    |     |     |  |  |  |  |  |  |  |  |  |  |